# Kręcka Winnica
Kręcka Winnica (prononciation : [ˈkrɛnt͡ska vinˈnit͡sa]) est un village polonais de la gmina de Zbąszynek dans le powiat de Świebodzin de la voïvodie de Lubusz dans l'ouest de la Pologne.
Il se situe à environ 6 kilomètres au sud-ouest de Zbąszynek (siège de la gmina), 17 kilomètres à l'est de Świebodzin (siège du powiat), 35 kilomètres au nord-est de Zielona Góra (siège de la diétine régionale) et 69 kilomètres au sud-est de Gorzów Wielkopolski (capitale de la voïvodie).
Le village comptait approximativement une population de 20 habitants en 2010.

## Histoire
Le nom allemand du village était Winitze.
Après la Seconde Guerre mondiale, avec la mise en œuvre de la ligne Oder-Neisse, le village est intégré à la République populaire de Pologne. La population d'origine allemande est expulsée et remplacée par des polonais.
De 1975 à 1998, le village appartenait administrativement à la voïvodie de Zielona Góra.
Depuis 1999, il appartient administrativement à la voïvodie de Lubusz